# Consejo de Regencia
Un Consejo de Regencia es una institución destinada a gobernar un reino durante la minoría de edad o interdicción de un monarca. Se encuentran regulados en distintos estatutos (por ejemplo, en la Constitución Española de 1978) o en las costumbres constitucionales de un país (por ejemplo, en el Reino Unido). Usualmente se nombra una comisión conformada por tres o más personas (generalmente en número impar) que realizan todas las gestiones propias del cargo que ostenta el incapaz. Se han establecido regencias a lo largo de la historia, incluyendo casos graves como la de Ricardo de Gloucester (futuro Ricardo III de Inglaterra) sobre sus sobrinos, los llamados Príncipes de la Torre.